# Stactobia klapaleki
Stactobia klapaleki är en nattsländeart som beskrevs av Schmid 1959. Stactobia klapaleki ingår i släktet Stactobia och familjen smånattsländor. Inga underarter finns listade i Catalogue of Life.